# Шоромба
Шоромба — племенная группа таёжных юкагиров, обитавшая по верхнему течению Индигирки. По ясачным книгам состояла из 12 родов: Порочи, Пелевы, Нозеги, Надуни, Пороя, Кондыли, Люкочи, Ятанги, Лукты, Миндовки, Кокори, Нелиты. В этнониме угадывается юкагирское слово — шоромо «человек». Вымерли к первой половине XVIII века в результате военных конфликтов с русскими и ламутами, а также от эпидемий оспы.

## Происхождение и название
Этноним шормба происходит от юкагирского слова шоромо, что означает мужчина, человек. По выводам русского востоковеда Александра Немировского в северном, тундровом варианте юкагирского языка отсутствует звук ш, следовательно, шоромба должны были принадлежать к южноюкагирским общностям.

## Первые упоминания
В русских источниках шоромба впервые упоминаются в XVII веке применительно к среднему и верхнему течению Индигирки. Вероятнее всего, шоромба отступили сюда под натиском тунгусов (эвенков) из южных районов. Согласно материалам советского этнографа Бориса Долгих шоромба населяли долину Индигирки от устья Момы до устья Селенняха, среднее, а также нижнее течение Мома, верхнюю часть бассейна реки Ожогины, верхнее течение рек Буор-Юрях и Бадярихи.

## Военные конфликты с русскими и ламутами
Первый контакт шоромба с русскими датируется 1639 годом, когда Иван Постник с 30 служилыми людьми перешёл горы и вышел со стороны Верхней Яны к Индигирке — местам расселения шоромба. Шоромба поддерживали тесный союз с янгинцами (юкагирского народа). В 1642 году шоромба атаковали Уяндинское зимовье, но отступили. На протяжении 1640—1650-х гг. XVII века шоромба постепенно род за родом покоряются русскими и начинают платить ясак. Согласно ясачным книгам 1656 года по ним числится 90 реальных плательщиков ясака, что даёт возможность Немировскому сделать вывод о том, что численность шоромба тогда составляла около 360 человек. На этот же период времени насчитывается 12 родов шоромба. К 1656 году все роды шоромба оказались покорены и стали данниками русских.

## Вымирание
Объясачивание ухудшило материальное положение шоромба. Кроме того, в 1657, 1667 и 1693 годах их коснулась эпидемия оспы, существенно (по оценкам, вдвое) сократившая их численность. Долгих насчитывает в 1691 году, накануне последней крупной эпидемии, около 200 шоромба. Оценки начала XVIII века говорят о существовании 160 шоромба, в 1723 году — 120. В середине XVIII века шоромба полностью исчезают. Окончательные причины исчезновения народа до настоящего времени однозначно не установлены.